# Claude Lévi-Strauss
Claude Lévi-Strauss (pronunciació francesa a AFI: [klod levi stʁos]) (Brussel·les, 28 de novembre del 1908 - París, 30 d'octubre del 2009) fou un antropòleg francès. Professor de sociologia a la universitat de São Paulo del 1935 al 1939, s'interessà per les poblacions indígenes del Brasil i realitzà diversos treballs de camp entre els indis bororo i nambikwara. El 1959, va ocupar la càtedra d'antropologia social al Collège de France, que va mantenir fins a la seva jubilació, el 1982. Teòric destacat de l'estructuralisme, fou el seu introductor en el camp de l'antropologia cultural i social; tingué també una gran influència en pensadors com ara Roland Barthes, Michel Foucault, Gilles Deleuze, Jacques Derrida, Jacques Lacan o Judith Butler.

## Biografia
Claude Lévi-Strauss fou fill de pares jueus francesos d'origen alsacià. Va cursar els estudis a París, en els liceus Janson de Sailly i Condorcet. Va estudiar dret i filosofia a la Sorbona. No va continuar els estudis de dret, només els de filosofia, que va acabar el 1931. Després de treballar uns anys com a professor en la docència no universitària, va acceptar una oferta d'última hora per formar part de la missió cultural francesa al Brasil, país en què treballaria com a professor visitant en la Universitat de São Paulo.
Va viure al Brasil des del 1935 fins al 1939, i allí va dur a terme el seu primer treball de camp etnogràfic, dirigint exploracions periòdiques al Mato Grosso i a la Selva Amazònica. Aquesta fou l'experiència que marcaria la seva identitat professional en el camp de l'antropologia. Va tornar a França a la vigília de la Segona Guerra Mundial i va ser mobilitzat del 1939 al 1940, tan bon punt aquesta es va iniciar. Després de l'armistici del 22 de juny del 1940, es va traslladar als Estats Units, on va impartir classe a la New School for Social Research de Nova York. En aquesta ciutat, va conèixer el lingüista Roman Jakobson, l'obra del qual va ser fonamental per a l'evolució de les seves idees.
El 1944, el ministre d'Afers Exteriors francès li va requerir que tornés a França. El 1945, va tornar als Estats Units. Després d'un breu període per a l'ambaixada francesa a Washington com a agregat cultural (1946–1947), va tornar a París per doctorar-se a la Sorbona, després de presentar la tesina i tesi (1948): La vida familiar i social dels indis Nambikwara i Les estructures elementals de parentiu.
La primera obra va ser publicada l'any següent, i immediatament reconeguda com una de les més importants de l'antropologia, amb una crítica favorable de Simone de Beauvoir, que la va veure com un estudi important sobre la posició de la dona en les cultures no occidentals. L'altra obra -que tenia un títol similar a la famosa Les formes elementals de la vida religiosa, d'Émile Durkheim-, Les estructures elementals de parentiu, va reexaminar com les persones organitzaven les seves famílies, en un treball molt tècnic i complex.
Mentre que els antropòlegs britànics com Alfred Reginald Radcliffe-Brown sostenien que el parentiu estava basat en l'ascendència d'un ancestre comú, Lévi-Strauss pensava que aquest parentiu tenia més a veure amb l'aliança entre dues famílies, quan la dona d'un grup es casava amb l'home d'un altre. A diferència de Radcliff-Brown, que considerava la família nuclear com la unitat del sistema de parentiu, Lévi-Strauss pensava que no era aquesta la unitat, sinó la relació entre dues famílies: l'aliança que es produeix entre dues famílies quan un home lliura la seva germana a canvi d'una altra dona.
Entre 1940 i 1950, Lévi-Strauss va continuar publicant i va tenir èxits considerables. En el seu retorn a França, es va implicar en l'administració del CNRS i el Musée de l'Homme, i posteriorment va passar a ocupar una plaça a l'École Pratique des Hautes Études.
El 1955, quan Lévi-Strauss ja era conegut en els cercles acadèmics, va publicar Tristos tròpics. El llibre era essencialment un viatge novel·lat sobre les seves expedicions al Brasil entre 1935 i 1939. Els organitzadors del Premi Goncourt van lamentar no estar capacitats per a premiar-lo, ja que tècnicament l'obra era un relat de no-ficció.
El pensament salvatge, del 1962, va suposar un trasbals en les ciències socials, pel seu reconeixement del treball mental del -mal anomenat- «primitiu» i per la seva defensa d'una ciència en el Neolític, que a més a més considerava hereva d'una tradició investigadora anterior, que hauria aconseguit classificar la realitat natural (i social) mitjançant l'ús de propietats sensibles, és a dir, uns procediments analítics semblants als que fa la ciència moderna.
Els quatre volums de la seva obra Mitològiques (1964–1971) constitueixen una obra original en l'antropologia del segle xx, pel seu apropament singular a la mitologia americana. En aquesta, analitza els mitemes, elements significatius creats per mitjà d'oposicions (alt/baix, cru/cuit, sec/humit, etc.).
El 2008, en complir els cent anys, va aparèixer publicada una selecció de la seva obra en la col·lecció de La Pléiade, dedicada habitualment a escriptors consagrats, en què també s'hi recollien fragments inèdits.
Morí la matinada del diumenge 1 de novembre del 2009 a París (França), a l'edat de 100 anys.

### Càrrecs i reconeixements
El 1940, es va convertir en sotsdirector del Musée de l'Homme i després director de l'École Pratique des Hautes Études. Més endavant, va ser nomenat professor d'antropologia social del Collège de France, càrrec que va ocupar des del 1959 fins a la seva jubilació, el 1982.

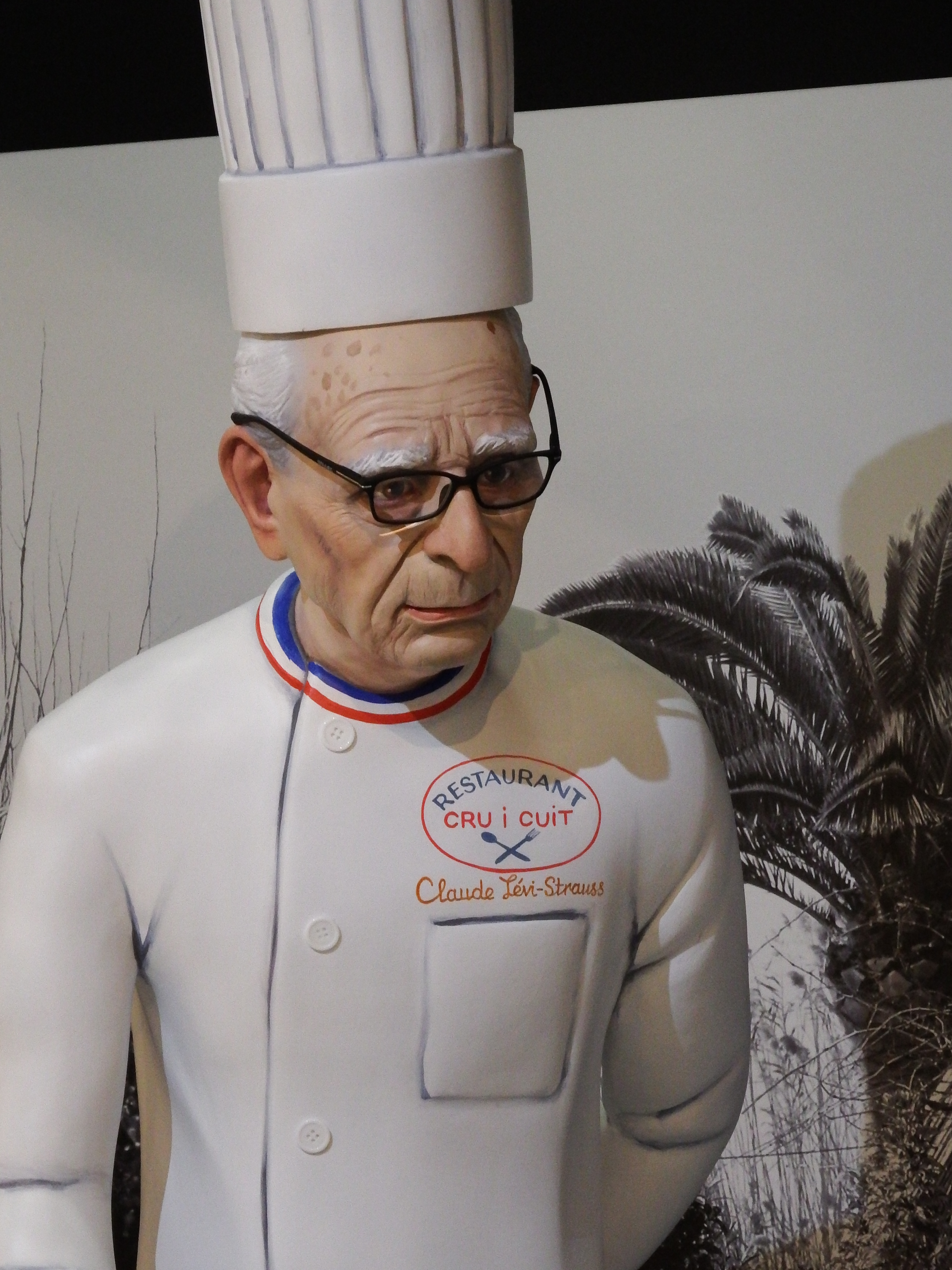
Claude Lévi-Strauss cuinant una paella. imatge de l'exposició permanent del Museu Valencià d'Etnologia, secció L'Horta i la Marjal.

Va ser membre estranger de l'Acadèmia nacional de Ciències dels Estats Units, de l'Acadèmia americana i institut d'Arts i Literatura, de l'Acadèmia Britànica, de l'Acadèmia Reial dels Països Baixos, i de l'Acadèmia Noruega de les Lletres i les Ciències.
Era doctor honoris causa per les universitats de Brussel·les, Oxford, Chicago, Stirling, Uppsala, Mont-real, per la Universitat Nacional Autònoma de Mèxic, per la Universitat Nacional del Congo, per la Universitat de Visva Bhrati (Índia) i per les universitats de Yale, Harvard, Johns Hopkins i Colúmbia.
El 1966, va rebre la medalla d'or i el premi Viking Fund, assignat pel vot internacional del gremi d'etnòlegs; el 1967, la medalla d'or del CNRS; el 1973, el Premi Erasmus; el 1986, el Premi de la fundació Nonimo i, el 1996, el premi Aby M. Warburg i també la Legió d'Honor.
Va ser escollit membre de l'Acadèmia francesa el 24 de maig del 1973, en substitució de Henry de Montherlant von Sturmer i Rodney Needham.
L'any 2005, va rebre el Premi Internacional Catalunya, que atorga anualment la Generalitat de Catalunya a les persones que han contribuït al desenvolupament de la cultura, la ciència, l'economia, o altres àmbits del coneixement, des d'un fort compromís personal ètic i humanístic.

## Teories antropològiques
Lévi-Strauss va intentar aplicar la lingüística estructural de Ferdinand de Saussure a l'antropologia. En aquell moment, la família es considerava tradicionalment l'objecte fonamental d'anàlisi, però es considerava principalment com una unitat autònoma formada per un marit, una dona i els seus fills. Els nebots, cosins, ties, oncles i avis eren tractats com a secundaris. Lévi-Strauss va argumentar que semblant a la noció de valor lingüístic de Saussure, les famílies adquireixen identitats determinades només a través de les relacions entre elles. Així, va invertir la visió clàssica de l'antropologia, posant en primer lloc els membres secundaris de la família i insistint a analitzar les relacions entre unitats en comptes de les unitats mateixes.

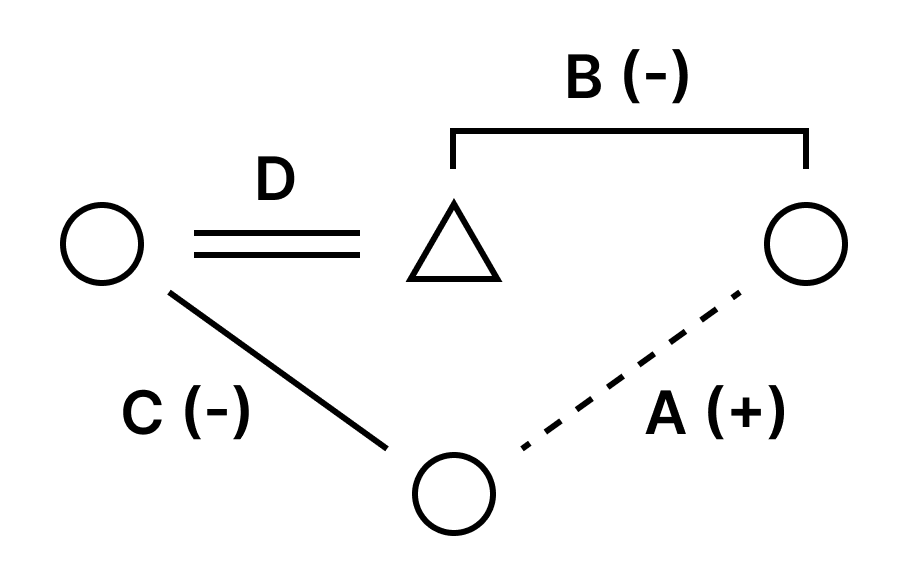
Un diagrama que il·lustra la teoria del parentiu de Lévi-Strauss. En aquest cas, es pot inferir que D és positiu.

En la seva pròpia anàlisi de la formació de les identitats que sorgeixen a través dels matrimonis entre tribus, Lévi-Strauss va assenyalar que la relació entre l'oncle i el nebot era amb la relació entre germà i germana, com la relació entre pare i fill ho és amb la relació entre marit i dona, és a dir, A és a B com C és a D. Per tant, si coneixem A, B i C, podem predir D. Al diagrama s'il·lustra un exemple d'aquesta llei. Les quatre unitats de relació estan marcades amb A a D. Lévi-Strauss va assenyalar que si A és positiu, B és negatiu i C és negatiu, llavors es pot inferir que D és positiu, satisfent així la restricció «A és a B com C és a D»; en aquest cas, les relacions són contrastades. L'objectiu de l'antropologia estructural de Lévi-Strauss, doncs, era simplificar les masses de dades empíriques en relacions generalitzades i comprensibles entre unitats, que permetin identificar lleis predictives, com ara «A és a B com C és a D».
La teoria de Lévi-Strauss s'exposa a Structural Anthropology (1958). En resum, considera que la cultura és un sistema de comunicació simbòlica, que s'ha d'investigar amb mètodes que altres han utilitzat de manera més estreta en la discussió de novel·les, discursos polítics, esports i pel·lícules. El seu raonament té més sentit quan es contrasta amb el rerefons de la teoria social d'una generació anterior. Va escriure sobre aquesta relació durant dècades.
La preferència per les explicacions funcionalistes va dominar les ciències socials des del tombant del segle XX fins a la dècada de 1950, és a dir, que els antropòlegs i sociòlegs van intentar afirmar la finalitat d'un acte o institució social. S'explicava l'existència d'una cosa, si complia una funció. L'única alternativa forta a aquest tipus d'anàlisi era l'explicació històrica, que explicava l'existència d'un fet social indicant com va arribar a ser.
Tanmateix, la idea de funció social es va desenvolupar de dues maneres diferents. L'antropòleg anglès Alfred Reginald Radcliffe-Brown, que havia llegit i admirat el treball del sociòleg francès Émile Durkheim, va argumentar que l'objectiu de la investigació antropològica era trobar la funció col·lectiva, com el que un credo religiós o un conjunt de regles sobre el matrimoni fet pel conjunt de l'ordre social. Darrere d'aquest enfocament hi havia una idea antiga, la visió que la civilització es va desenvolupar a través d'una sèrie de fases des del món primitiu fins al modern, a tot arreu de la mateixa manera. Totes les activitats d'un determinat tipus de societat tindrien el mateix caràcter; algun tipus de lògica interna faria que un nivell de cultura evolucionés cap al següent. Des d'aquesta visió, una societat es pot considerar fàcilment com un organisme, les parts funcionen juntes com les parts d'un cos. En canvi, el funcionalisme més influent de Bronisław Malinowski va descriure la satisfacció de les necessitats individuals, allò que una persona obtenia participant en un costum.
Als Estats Units, on la forma de l'antropologia va ser marcada pel Franz Boas d'educació alemanya, la preferència era pels relats històrics. Aquest enfocament va tenir problemes evidents, als quals Lévi-Strauss elogia Boas per haver-se enfrontat directament. La informació històrica poques vegades està disponible per a cultures no alfabetitzades. L'antropòleg s'omple amb comparacions amb altres cultures i es veu obligat a basar-se en teories que no tenen cap base d'evidència, la vella noció d'etapes universals del desenvolupament o l'afirmació que les semblances culturals es basen en uns contactes passats no reconeguts entre grups. Boas va arribar a creure que no es podia demostrar cap patró global de desenvolupament social; per a ell, no hi havia una història única, només històries.
Hi ha tres grans opcions implicades en la divergència d'aquestes escoles; cadascun havia de decidir:
1. quin tipus d'evidència utilitzar;
2. si emfatitzar els particulars d'una sola cultura o buscar patrons subjacents a totes les societats; i
3. quina podria ser la font de qualsevol patró subjacent, la definició d'una humanitat comuna.

Els científics socials de totes les tradicions es basaven en estudis interculturals, ja que sempre era necessari complementar la informació sobre una societat amb informació sobre els altres. Així, una idea d'una naturalesa humana comuna estava implícita en cada enfocament. La distinció crítica, doncs, continuava sent doble:
- Existeix un fet social perquè és funcional per a l'ordre social, o perquè és funcional per a la persona?
- Les uniformitats entre cultures es produeixen per necessitats organitzatives que s'han de satisfer a tot arreu, o per necessitats uniformes de la personalitat humana?

Per a Lévi-Strauss, l'elecció era per les exigències de l'ordre social. No va tenir cap dificultat per treure a la llum les inconsistències i la trivialitat dels relats individualistes. Malinowski va dir, per exemple, que les creences màgiques sorgeixen quan la gent necessita sentir una sensació de control sobre els esdeveniments quan el resultat és incert. A les illes Trobriand, va trobar la prova d'aquesta afirmació en els ritus que envolten els avortaments i el teixit de faldilles. Però a les mateixes tribus, no hi ha màgia vinculada a fer testos de fang, tot i que no és un negoci més segur que el teixir. Per tant, l'explicació no és coherent. A més, aquestes explicacions solen utilitzar-se d'una manera ad hoc i superficial; es postula un tret de personalitat quan cal. Tanmateix, la manera acceptada de parlar de la funció organitzativa tampoc no va funcionar. Diferents societats podrien tenir institucions que eren semblants de moltes maneres òbvies i, tanmateix, complien funcions diferents. Moltes cultures tribals divideixen la tribu en dos grups i tenen regles elaborades sobre com poden interactuar els dos grups. No obstant això, el que poden fer exactament —comerç, casar-se entre ells— és diferent en les diferents tribus; d'altra banda, també ho són els criteris per distingir els grups. Tampoc valdrà dir que dividir en dos és una necessitat universal de les organitzacions, perquè hi ha moltes tribus que prosperen sense ella.
Per a Lévi-Strauss, els mètodes de la lingüística es van convertir en un model per a tots els seus primers exàmens de la societat. Les seves analogies solen ser de la fonologia (tot i que més tard també de la música, les matemàtiques, la teoria del caos, la cibernètica, etc.). «Una anàlisi realment científica ha de ser real, simplificadora i explicativa», escriu. L'anàlisi fonèmica revela trets que són reals, en el sentit que els usuaris de la llengua poden reconèixer-los i respondre-hi. Al mateix temps, un fonema és una abstracció del llenguatge; no un so, sinó una categoria de so definida per la manera com es distingeix d'altres categories mitjançant regles úniques de la llengua. Tota l'estructura sonora d'un llenguatge es pot generar a partir d'un nombre relativament petit de regles.
En l'estudi dels sistemes de parentiu que el van preocupar primer, aquest ideal d'explicació va permetre una organització integral de dades que en part havien estat ordenades per altres investigadors. L'objectiu general era esbrinar per què les relacions familiars eren diferents entre diverses cultures sud-americanes. El pare pot tenir una gran autoritat sobre el fill en un grup, per exemple, amb la relació rígidament restringida pels tabús. En un altre grup, el germà de la mare tindria aquest tipus de relació amb el fill, mentre que la relació del pare era relaxada i juganera.
S'han observat una sèrie de patrons parcials. Les relacions entre la mare i el pare, per exemple, tenien algun tipus de reciprocitat amb les de pare i fill; si la mare tenia un estatus social dominant i era formal amb el pare, per exemple, llavors el pare normalment tenia relacions estretes amb el fill.. Però aquests patrons més petits es van unir de maneres inconsistents. Una manera possible de trobar una ordre mestre era valorar totes les posicions d'un sistema de parentiu al llarg de diverses dimensions. Per exemple, el pare era més gran que el fill, el pare va produir el fill, el pare tenia el mateix sexe que el fill, i així successivament; l'oncle matrilineal era més gran i del mateix sexe, però no tenia fill, etc. Una col·lecció exhaustiva d'aquestes observacions pot fer que sorgeixi un patró global.
Tanmateix, per a Lévi-Strauss, aquest tipus de treball es considerava «només en aparença analítica». El resultat és un gràfic molt més difícil d'entendre que les dades originals i que es basa en abstraccions arbitràries (empíricamente, els pares són més grans que els fills, però només l'investigador declara que aquesta característica explica les seves relacions). A més, no explica res. L'explicació que ofereix és tautològica: si l'edat és crucial, l'edat explica una relació. I no ofereix la possibilitat d'inferir els orígens de l'estructura.
Una solució adequada al trencaclosques és trobar una unitat bàsica de parentiu que pugui explicar totes les variacions. És un grup de quatre rols: germà, germana, pare, fill. Aquests són els rols que s'han d'involucrar en qualsevol societat que tingui un tabú de l'incest que requereixi que un home obtingui una esposa d'algun home fora de la seva pròpia línia hereditària. Un germà pot regalar la seva germana, per exemple, el fill de la qual podria correspondre a la següent generació permetent que la seva pròpia germana es casi exogàmica. La demanda subjacent és una circulació continuada de dones per mantenir diferents clans relacionats pacíficament.
Correcta o incorrecta, aquesta solució mostra les qualitats del pensament estructural. Tot i que Lévi-Strauss parla sovint de tractar la cultura com el producte dels axiomes i corol·laris que la subjauen, o de les diferències fonèmiques que la constitueixen, es preocupa per les dades objectives de la investigació de camp. Assenyala que lògicament és possible que existeixi un àtom diferent d'estructura de parentiu; germana, germà de la germana, dona del germà, filla, però no hi ha exemples reals de relacions que es puguin derivar d'aquesta agrupació. El problema d'aquesta visió ha estat mostrat per l'antropòleg australià Augustus Elkin, que va insistir en el punt que en un sistema matrimonial de quatre classes, el matrimoni preferit era amb la filla del germà d'una mare classificatòria i maig amb la veritable. L'àtom de l'estructura de parentiu de Lévi-Strauss tracta només de parentiu consanguí. Hi ha una gran diferència entre les dues situacions, ja que l'estructura de parentiu que implica les relacions de parentiu classificatòries permet construir un sistema que pot reunir milers de persones. L'àtom de parentiu de Lévi-Strauss deixa de funcionar un cop desaparegui la veritable MoBrDa. (MareGermàGermana) Lévi-Strauss també va desenvolupar el concepte de societat domèstica per descriure aquelles societats on la unitat domèstica és més central per a l'organització social que el grup descendent o llinatge.
El propòsit de l'explicació estructuralista és organitzar les dades reals de la manera més senzilla i efectiva. Tota la ciència, diu, és estructuralista o reduccionista. En enfrontar-se a qüestions com el tabú de l'incest, un s'enfronta a un límit objectiu del que la ment humana ha acceptat fins ara. Es podria hipotetitzar algun imperatiu biològic subjacent, però pel que fa a l'ordre social, el tabú té l'efecte d'un fet irreductible. El científic social només pot treballar amb les estructures del pensament humà que en sorgeixen. I les explicacions estructurals es poden provar i refutar. Un simple esquema analític que desitja que existeixin relacions causals no és estructuralista en aquest sentit.
Les obres posteriors de Lévi-Strauss són més controvertides, en part perquè incideixen en la temàtica d'altres estudiosos. Creia que la vida moderna i tota la història es basaven en les mateixes categories i transformacions que havia descobert a l’interior del Brasil: El cru i el cuit, De la mel a la cendra, L'home nu (per agafar en préstec alguns títols de les Mythologiques). Per exemple, compara l'antropologia amb el serialisme musical i defensa el seu enfocament «filosòfic». També va assenyalar que la visió moderna de les cultures primitives era simplista en negar-los una història. Les categories del mite no van persistir entre elles perquè no havia passat res; era fàcil trobar evidències de la derrota, la migració, l'exili, els desplaçaments repetits de tota mena coneguda per la història registrada. En canvi, les categories mítiques havien englobat aquests canvis.
Va defensar una visió de la vida humana que existeix en dues línies de temps simultàniament, la d'esdeveniments històrics i els cicles llargs en què domina un conjunt de patrons mítics fonamentals i després potser un altre. En aquest sentit, la seva obra s'assembla a la de Fernand Braudel, l'historiador de la Mediterrània i 'la longue durée', la visió cultural i les formes d'organització social que van persistir durant segles al voltant d'aquell mar. Té raó en que la història és difícil de construir en una societat analfabeta, però, el treball antropològic de Jean Guiart i l'arqueològic de José Garanger al centre de Vanuatu, posant en primer pla els esquelets dels antics caps descrits en els mites locals, que així havien viscut. persones, mostra que pot haver-hi algun mitjà per esbrinar la història d'alguns grups que, d'altra manera, es considerarien històrics. Un altre problema és l'experiència que una mateixa persona pot explicar un mite molt carregat de símbols, i uns anys més tard una mena d'història cronològica que pretén ser la crònica d'una línia descendent (per exemple, a les illes de la lleialtat i a Nova Zelanda), el dos textos que tenen en comú que tracten cadascun amb detall topogràfic les reivindicacions de propietat de la terra de l'esmentada línia descendent (vegeu Douglas Oliver sobre el Siwai a Bougainville). Lévi-Strauss acceptaria que aquests aspectes s'expliquessin dins del seu seminari, però maig els tocaria sol. El contingut de les dades antropològiques dels mites no era el seu problema. Només li interessaven els aspectes formals de cada història, considerades per ell com el resultat del funcionament de l'inconscient col·lectiu de cada grup, idea presa dels lingüistes, però no es pot demostrar de cap manera tot i que es va mostrar inflexible sobre la seva existència i maig acceptaria cap discussió sobre aquest punt.

## Obres destacades
Algunes de les seves obres són:
- La vida familiar i social dels indis nambikwara, (1948).
- Les estructures elementals del parentiu, (1949).
- Tristos tròpics, (1955) traducció catalana de Miquel Martí i Pol Anagrama, 1992.
- Antropologia estructural, (1958).
- El pensament salvatge, (1962).
- L'home nu, (1971).
- La mirada allunyada, (1983).

## Honors
Gran Creu de la Legió d'Honor
 Comendador de l'orde Nacional del Mèrit;
 Comendador de l'orde de les Arts i les Lletres
 Gran Creu de l'orde Nacional del Mèrit Científic (Brasil)
 Comendador de l'orde de la Corona (Bèlgica)
 Comendador de l'orde de la Creu del Sud (Brasil)
 Comendador de l'orde del Sol Naixent (Japó)